# Volume 8: The Threat Is Real
Volume 8: The Threat Is Real – ósmy album studyjny zespołu Anthrax, pierwszy po rozstaniu się z wytwórnią Elektra Records należącej do Time Warner. Płyta została wydana w 1998.
Według danych z kwietnia 2002 album sprzedał się w nakładzie 77,878 egzemplarzy na terenie Stanów Zjednoczonych.

## Lista utworów
1. Crush
2. Catharsis
3. Inside Out
4. Piss N Vinigar
5. 604
6. Toast to the extras
7. Born Again Idiot
8. Killing Box
9. Harms Way
10. Hog Tied
11. Big Fat
12. Cupajoe
13. Alpha Male
14. Stealing From a Thief

## Ukryta piosenka
1. Pieces - na płycie CD około 2 minuty po "Stealing From a Thief"

## Pozycje na listach
| Lista         | Kraj              | Pozycja |
| ------------- | ----------------- | ------- |
| Billboard 200 | Stany Zjednoczone | 118     |